# Krhov (zámek)
Zámek Krhov stojí na okraji obce Krhov, v okrese Třebíč. Je chráněn jako kulturní památka.

## Historie
Zámku předcházela tvrz, objevující se poprvé v roce 1434 v predikátu Beneše z Krhova. Tvrz měla být v roce 1555 rozšířena, ale při přestavbě na zámek na počátku 17. století byla značně rozbořena.
Jako pravděpodobné se však jeví, že Beneš sídlil v této době na hradě Holoubek, který zdědil otci, a predikát se vztahuje k obci. K výstavbě tvrze pravděpodobně došlo až někdy po roce 1448, kdy byl Holoubek již zbořený. Ve stejné době bylo tehdy rozdrobené panství spojeno Janem ze Skalice (od roku 1464 uváděn jako Jan z Krhova) do jednoho celku. Po jeho smrti se panství ujala jeho dcera Kateřina. První přímá zmínka o tvrzi pochází z roku 1492, kdy Kateřinin manžel Filip z Víckova a Rousínova prodává obec s tvrzí Janu Zelenému z Říčan. Ten k panství postupně připojil Bačice a Udeřice.
Jeho vnuk Jan II. Zelený k zámku přistavěl západní a jižní křídlo. Jeho smrtí přešlo panství na Jana Zahrádeckého ze Zahrádek. V letech 1600–1620 nechal jeho vnuk Jan postavit i východní křídlo, které nechal dokončit Jindřich Zahrádecký. Jelikož se však zapojil do stavovského povstání, měl mu být majetek zkonfiskován, ale nakonec trestu ušel. V roce 1679 došlo ke spojení s panstvím Hrotovice, čímž zámek ztratil svůj význam. Sídlem se opět stal až v roce 1759, když si ho zvolil František Roden z Hirzenau a Hagendorfu. Ten jej zároveň nechal přestavět v duchu pozdního baroka. Po roce 1826 docházelo k častému střídání majitelů a zámek rychle chátral. Příliš mu nepomohla ani přestavba severního křídla na lihovar, kterou nechal po roce 1882 provést Anton Dreher. Po pozemkové reformě ji získala rodina Odehnalů, kterým byl zámek v roce 1948 zkonfiskován. Následně sloužil zemědělskému družstvu, který jej necitlivě upravil. Od 90. let prochází postupnou rekonstrukcí.